# كارثة بيئية

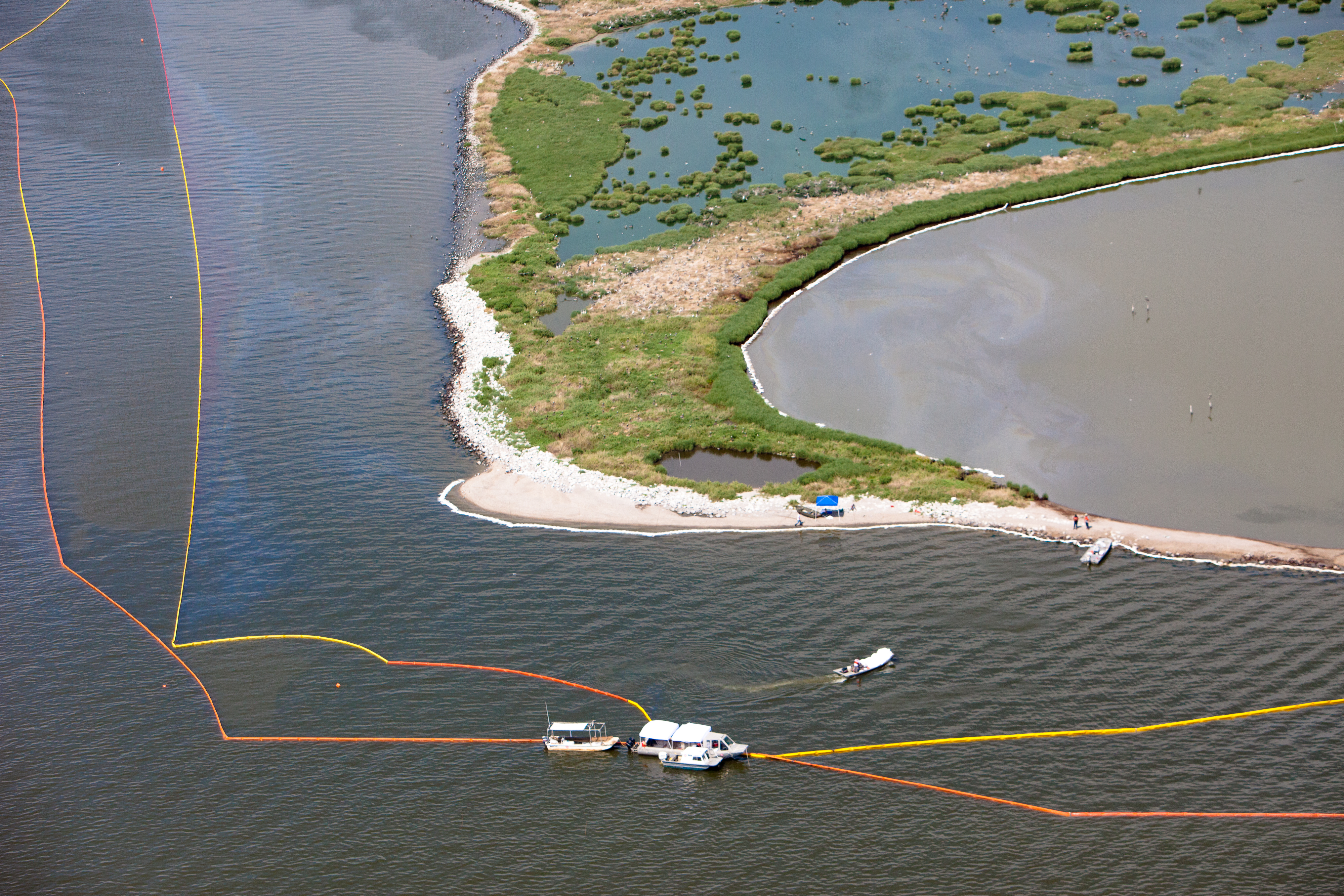
محاولة احتواء البقعة النفطية بعد حادثة تسرّب.

الكارثة البيئية هي حادثة ذات آثار كارثية على البيئة بسبب النشاط البشري؛ وهي بذلك تتمايز عن الكوارث الطبيعية.
ما يميز الكوارث البيئية عن التلوث الحاصل على البيئة، أن الآثار الناجمة اللحظية تكون كبيرة جداً بحيث أن لها تبعات طويلة الأمد. من الأمثلة على الكوارث البيئية التسرب النفطي والكوارث الحاصلة على المنشآت النووية مثل كارثة تشيرنوبيل وكارثة فوكوشيما.